# Teorías de la conspiración masónicas

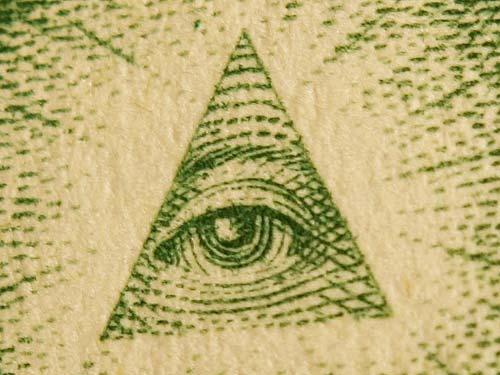
El ojo que todo lo ve, alegoría de Dios como poder oculto, atribuida a la masonería.

Las teorías de la conspiración masónica son teorías de conspiraciones que atribuyen a la francmasonería un papel protagonista. Desde finales del siglo XVIII se han descrito cientos de teorías conspirativas sobre la masonería. Por lo general, estas teorías se dividen en tres categorías distintas: políticas (normalmente relacionadas con acusaciones de que controlan al gobierno, sobre todo en los Estados Unidos y el Reino Unido), religiosas (normalmente relacionadas con acusaciones de creencias o prácticas anticristianas o satánicas) y culturales (normalmente relacionadas con el entretenimiento popular). Muchas teorías conspirativas han relacionado a los francmasones (y a los templarios) con la adoración del diablo; estas ideas se basan en diferentes interpretaciones de las doctrinas de esas organizaciones.
De las afirmaciones de que la masonería ejerce control sobre la política, quizá el ejemplo más conocido sea la teoría del Nuevo orden mundial, pero hay otras. Éstas implican principalmente a aspectos y agencias del gobierno de los Estados Unidos, pero a menudo se utilizan sucesos reales ocurridos fuera de ese país (como el escándalo de Propaganda Due en Italia) para dar credibilidad a las afirmaciones.
Otro conjunto de teorías tiene que ver con la masonería y la religión, en particular la idea de que la masonería trata con «lo oculto». Estas teorías tienen su origen en el fraude de Taxil. Además de éstas, hay varias teorías que se centran en la incrustación de símbolos en artículos que de otro modo serían ordinarios, como los dibujos de las calles, estampillas nacionales, logotipos corporativos, etc.
Hay teorías masónicas de la conspiración relacionados con cada aspecto de la sociedad. La mayoría de estas teorías se basan en uno o más de los siguientes supuestos:
- Que la masonería es su propia religión, que requiere la creencia en un dios masónico único, y que la creencia en este dios masónico es contraria a las enseñanzas de varias religiones dominantes (aunque por lo general se señala en términos de ser específicamente contraria a la creencia cristiana).[7]
- Que el grado 33 del Rito Escocés es más que un grado honorífico, unido a la creencia de que la mayoría de los masones no son conscientes de la existencia de grupos ocultos o secretos dentro de su organización que los gobiernan, conducen rituales ocultos o controlan varias posiciones de poder gubernamental.[8]
- Que existe una organización mundial centralizada que controla todas las Grandes Logias masónicas, y por lo tanto, toda la masonería mundial actúa de manera unificada.
- Que en el símbolo principal de la masonería constituido por una escuadra y un compás, la letra G que se inscribe en el centro hace referencia a un Grigori, o ángel caído, de nombre Gadreel.

## Acusaciones de infiltración masónica

### En la Iglesia católica
Pier Carpi, en su libro Las profecías de Juan XXIII, indica que en el año 1935, el obispo italiano Ángelo Roncalli (1881-1963) ―el futuro papa Juan XXIII― fue invitado a ingresar en una sociedad iniciática masónica heredera de las enseñanzas rosacrucianas a la que pertenecieron en el pasado Louis Claude de Saint-Martin, el conde de Cagliostro y el conde de Saint Germain. También menciona las que, en su opinión, son pruebas documentales de la iniciación en Turquía de Ángelo Roncalli.
Jacques Duchaussoy escribió en Mystère et mission des rose+croix que las revelaciones de Pier Carpi habrían sido recibidas con pavor por las «altas esferas», y afirmó que en la semana que siguió a la publicación del libro en Francia, desapareció de todas las librerías. Duchaussoy afirmó que la editorial había aducido que el libro se había agotado.
El profesor masón Alfonso Sierra Partida afirma en La masonería frente al mundo contemporáneo, cómo intentó publicar, sin éxito, en varios periódicos de la Ciudad de México, la copia de una supuesta acta de ingreso en una logia masónica de París, en la que se decía que los profanos Ángelo Roncalli (papa Juan XXIII) y Giovanni Montini (papa Pablo VI) «habían sido elevados el mismo día a los augustos misterios de la masonería».
El autor Franco Bellegrandi señala la existencia de una discusión entre cardenales durante la época del Concilio Vaticano II donde fue difundida una publicación circunstancial que acusaba de ilegitimidad la elección de Juan XXIII, porque había sido querida por la francmasonería e indicaba al cardenal Roncalli como perteneciente a esta organización desde los años de su nunciatura en Turquía.
Piers Compton en su libro The broken cross (‘la cruz rota’) afirma que la Iglesia católica ha sido infiltrada por los masones y los illuminati.
El marqués de la Franquerie señala en un libro que el cardenal Pietro Gasparri hacía una política cercana a los círculos masónicos y lo denunció en varios artículos y ante la jerarquía católica.
Algunas revistas católicas tradicionalistas ―en contra del papa Juan XXIII debido a sus políticas de apertura de la Iglesia al ecumenismo― citan un artículo del Journal de Genève (agosto de 1966) que había publicado una supuesta oración de tendencia masónica del papa Juan XXIII:

Señor y Gran Arquitecto , nos humillamos a tus pies e invocamos tu perdón por nuestro error pasado mientras que estamos en curso de reconocer a nuestros hermanos francmasones como tus fieles de predilección. Hemos luchado siempre contra el libre pensamiento pues no habíamos comprendido que el primer deber de una religión, como lo ha afirmado el Concilio, es el de reconocer incluso el derecho de no creer en Dios. Hemos perseguido a todos aquellos que en tu propia Iglesia, sin por ello alejarse del camino de la Verdad, se inscribieron en las logias, ignorando todas las injurias y amenazas. Sin reflexionar, habíamos creído que un signo de la cruz era superior a los tres puntos que forman una pirámide. Por todo ello te pedimos perdón, Señor, y te pedimos nos hagas comprender que un compás sobre un nuevo altar puede significar tanto como nuestros viejos crucifijos. Amén.
Revista Journal de Genève del 9 de agosto de 1966

### En los Testigos de Jehová
Los escritores Lady Queenborough (Edith Star Miller) y Fritz Springmeier (en 1990). acusaron a Charles Taze Russell, fundador de los Testigos de Jehová, de haber pertenecido a la masonería. Señalaron que su tumba estaría formada por una pirámide con el símbolo de la cruz y de la corona, y que esto sería prueba de su pertenencia masónica.
Ni las fuentes relacionadas con la masonería ni otros Testigos de Jehová corroboran esta hipótesis.
Un estudio del CESNUR (Centro Studi sulle Nuove Religioni, con sede en Turín) concluyó que la pertenencia de Russell a la masonería no está comprobada pero que posiblemente hubo influencias masónicas en la doctrina de los Testigos de Jehová. Según este estudio, símbolos como la cruz y la corona que empleaban los Estudiantes de la Biblia en el siglo XIX estaban presentes en la masonería. Sin embargo, estos símbolos fueron eliminados con el tiempo, dado que nuevas interpretaciones les consideraron inapropiados.

### Otras organizaciones
Las siguientes organizaciones se dicen fundadas por masones:
- Sociedad Teosófica
- Orden Hermética del Alba Dorada
- Sociedad Rosacruz de Inglaterra (solo para masones de alto rango).
- Thelema
- Ordo Templi Orientis
- Wicca Gardneriana
- Club Rotario (relacionado con A. G. Michel).
- Club de Leones
- Boy Scouts
- Cruz Roja
- Shriners International más de 350 hospitales para lisiados y quemados, que funciona de manera gratuita para personas pobres

## ¿Una sociedad secreta dentro de la masonería?
Eduard Emil Eckert emitió la hipótesis que las logias se dividen en 2: los teóricos en los altos grados y los ejecutantes que ignoran los verdaderos objetivos de la masonería, una opinión parecida a la de Manly Palmer Hall quien declaró que la masonería tenía una orden visible y otra invisible:

Freemasonry is a fraternity within a fraternity....an outer organization concealing an inner Brotherhood of the elect...it is necessary to establish the existence of these two separate and yet interdependent orders, the one visible the other invisible. The visible society is a splendid camaraderie of 'free and accepted' men enjoined to devote themselves to ethical, educational, fraternal, patriotic, and humanitarian concerns. The invisible society is a secret and most August fraternity whose members are dedicated to the service of a mysterious arcannum arcandrum. [defined as 'a secret, a mystery']

Una opinión compartida por Lyndon LaRouche.
Varias citas de Albert Pike continúan hoy en día a alimentar una polémica sobre la existencia de diferentes niveles de poder y de conocimiento dentro de la masonería.

## ¿Conjuración anticristiana de la masonería?

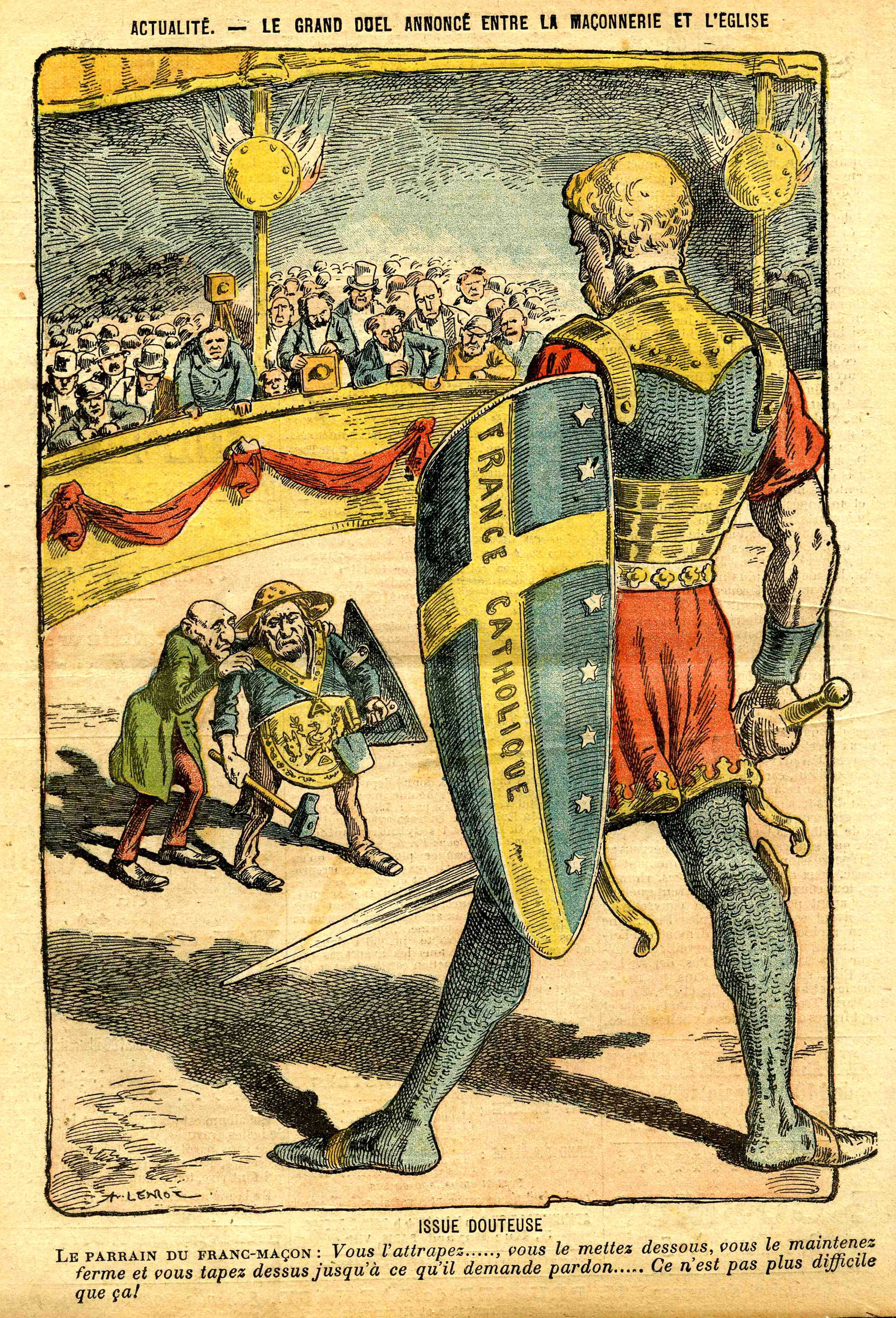
Francia católica atacada por la judeo-masonería, dibujo de Achille Lemot para el periódico Le Pèlerin, 12 de octubre de 1902.

George Dillon, Nicolas Deschamps y otros autores denunciaron los enlaces de Napoleón Bonaparte con la masonería para derrotar la «civilización cristiana». Esos enlaces son descritos por Alexandre Dumas (padre) en uno de sus libros.
Henri Delassus cita y denuncia un artículo del Journal de Genève de 1881 donde un masón jefe de la mayoría a la Asamblea Nacional de Francia quiere destrozar el catolicismo romano.
La presencia del Baphomet en los ritos masónicos de los altos grados masónicos fue denunciada varias veces.

## Colusiones masónicas presumidas
A. Ralph Epperson contó en uno de sus libros la subordinación masónica de un presidente de los Estados Unidos, Andrew Johnson, frente a Albert Pike, su maestro en las logias.

### La Revolución francesa

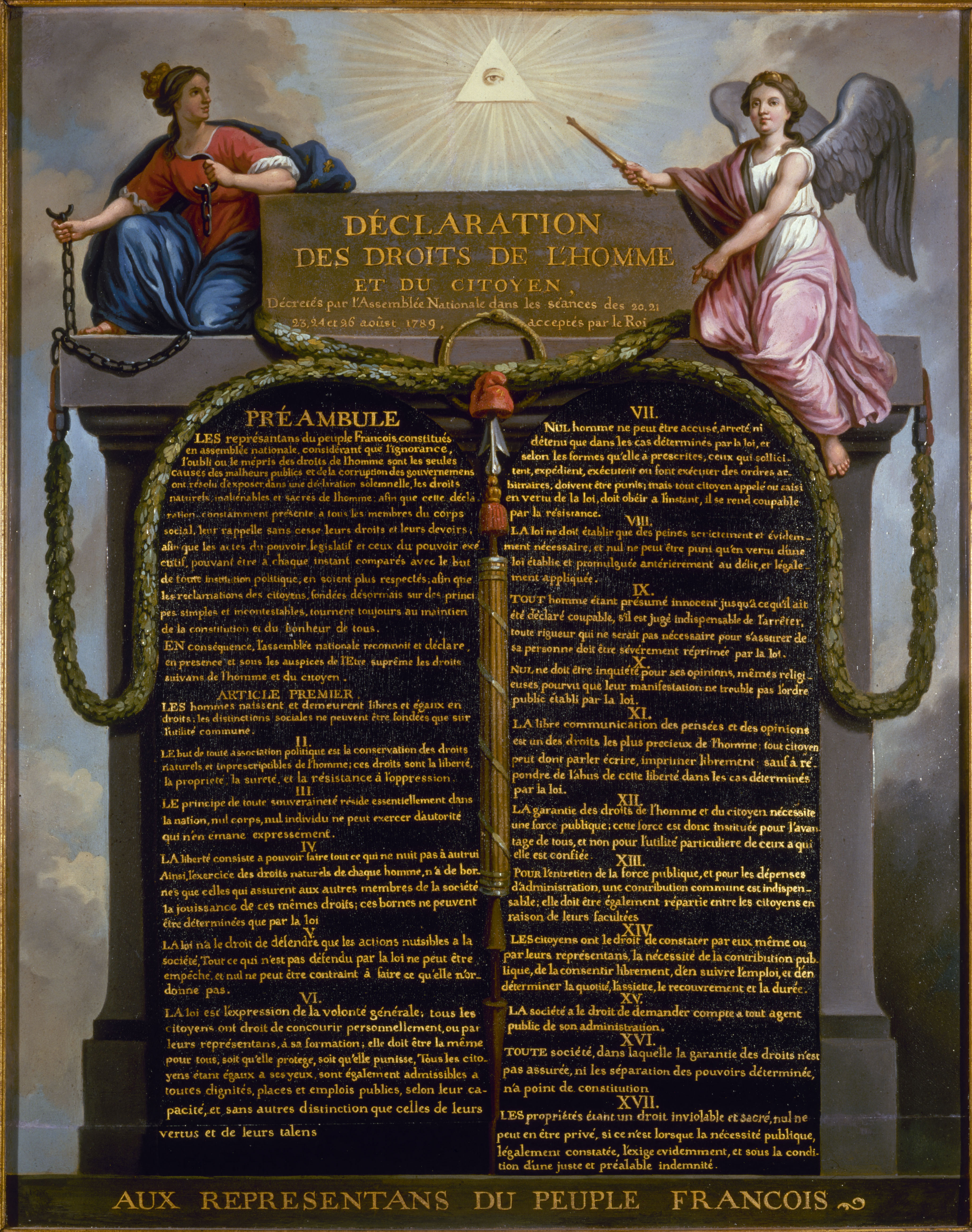
Declaración de los Derechos del Hombre y del Ciudadano de 1789 con el símbolo del "Ojo que todo lo ve".

## Influencias masónicas presumidas
Roger Frey ―quien fue ministro del Interior de Francia― afirmaba que en ese país, 30 000 masones podían «en ocho días, con 25 encuentros por semana cada uno, dictar sus órdenes a 750 000 personas».

## Intervenciones presumidas de la masonería en la historia

### Las guerras de independencia en América Latina

#### México
En los territorios españoles de Norteamérica, que correspondían al virreinato de la Nueva España (principalmente México), se verían envueltos en disputas entre los pertenicientes a diferentes logias. La primera logia establecida fue el rito escocés o Logia Escocesa, la cual mostraría más tarde una fuerte tendencia conservadora, prohispanista, a favor del catolicismo, la monarquía y el legado español en México, y establecería el papel de partido político Conservador, cuyos miembros pertenecían a esta. Sin embargo, posteriormente aparecería su mayor rival, la Logia Yorkina, de tendencia liberal, a favor del republicanismo, con un marcado antihispanismo y con una fuerte influencia de Estados Unidos, cuyos integrantes conformarían el Partido Liberal. Tras consumarse la independencia de México en 1821, el embajador estadounidense Joel Roberts Poinsett llegó a México como agente confidencial al establecerse el Primer Imperio Mexicano de Agustín de Iturbide, quien le había negado la entrada al país, pero el general Santa Anna lo recibió en Veracruz. Poinsett era masón de la logia yorkina, y estaría detrás del derrocamiento de Agustín de Iturbide, al convencer a Santa Anna de la organización del Plan de Casamata. Posteriormente Poinsett, regresaría en marzo de 1825, como ministro plenipotenciario. Al ministro Poinsett se le asocia con uno de los primeros intentos de la expansión estadounidense, que se sustentaba en la doctrina Monroe.
Con su llegada la organización de las logias masónicas del rito de York, dependiente de la “Gran Logia de Filadelfia”, tomó un gran impulso. Mientras la Logia Escocesa, fundada por Manuel Condorniú previamente a la independencia en 1813, médico de Juan O'Donojú, es moderada, a diferencia de la logia yorkina esta no era anticlerical ni antiespañola, si no por el contrario favorecía los intereses del catolicismo, de los criollos mexicanos y del legado español en México, por otro lado los yorkinos tendían hacia el liberalismo radical, proponían combatir la religión católica, y rechazaban todo lo español, lo cual causaría algunos conflictos como el Motín de la Acordada y la expulsión de algunos españoles, que junto con golpes de estado y guerras civiles, como la Rebelión de Vicente Guerrero, acentuarían divisiones e inestabilidad en el país. El rito masónico de York fue establecido con el nombre de "La gran legión del Águila Negra" o el Partido del Águila Negra. En agosto de este año había cinco logias con gran número de adeptos, el ministro de Hacienda. Esteba, sería nombrado gran maestre. Los escoceses, editaban su periódico “El Sol”; los Yorkinos, fundarían como órgano de difusión, el periódico “El Águila Mexicana” por el que difundían las ideas federalistas. El Partido del Águila Negra a la cabeza de Guadalupe Victoria con influencia de Poinsett y contactos en Cuba estaría detrás de la Conspiración de los Soles y Rayos de Bolívar.

#### Otros países
En los virreinatos de Nueva Granada, del Perú y del Río de la Plata comúnmente se asociaba a la sociedad secreta llamada Logia Lautaro con la masonería como tal a pesar de varias discrepancias entre ambas organizaciones en los movimientos de independencia en Sudamérica.
César Vidal señaló enlaces entre la masonería y los jefes independentistas durante las guerras de independencia en América Latina, específicamente en Cuba.

### Las revoluciones de 1848
Después de las revoluciones de 1848, Eduard Emil Eckert investigó la posibilidad que todas esas revoluciones simultáneas tuvieran una sola fuente, la sociedades secretas y dentro una de ellas, la masonería.

### Las Guerras Mundiales
Véase: Illuminati#Las Guerras Mundiales

### Guerra cristera
Véase: Guerra cristera

### El Oriente Medio y los Hermanos Musulmanes
Según John Coleman, la organización de los Hermanos Musulmanes fue creada por la masonería británica con la ayuda de Thomas Edward Lawrence, Bertrand Russell, St. John Philby, E. G. Browne y Arnold Toynbee, para mantener el Oriente Medio subdesarrollado, con el fin de permitir que Gran Bretaña continuara robando sus recursos naturales y sobre todo su petróleo.

## Crímenes masónicos

### El asesinato de Gustavo III de Suecia
Según André Baron, el asesinato del rey Gustavo III de Suecia fue cometido por masones porque el rey quería atacar la Primera República Francesa después de la ejecución del rey Luis XVI.

### La matanza de frailes en Madrid de 1834
En relación con la matanza de frailes en Madrid de 1834, los historiadores están divididos en cuanto a la explicación de los acontecimientos, pues mientras unos defienden que los asaltos a los conventos y los asesinatos de frailes fueron el resultado de un complot organizado por las sociedades secretas o por la masonería; otros defienden la espontaneidad del movimiento.
Los defensores de la primera tesis, como Stanley G. Payne, afirman que el rumor sobre los pozos envenenados que desencadenó el motín anticlerical habría sido propalado por sociedades secretas radicales ―aunque no necesariamente la masonería―.
Para Manuel Revuelta González, otro defensor de la tesis conspiracionista, la manera en que se desarrolló el tumulto prueba que no se trató de una casualidad espontánea sino que detrás había una cabeza organizadora ―las sociedades secretas― que contaron para la ejecución del motín con el apoyo de la milicia urbana, matones y «mujerzuelas».

### Asesinato de políticos masones por la masonería
El dictador español Francisco Franco publicó ―bajo el seudónimo de Jakim Boor― el libro Masonería donde acusó los masones de España de haber asesinado al general Prim (masón) en 1870 y a varios otros políticos españoles masones como José Canalejas quien murió después de un atentado en 1912, Eduardo López Ochoa,
Gerardo Abad Conde,
Melquíades Álvarez y Rafael Salazar Alonso en 1936 que, según el, fueron ejecutados por designio expreso de la masonería para vengarse de su rebelión o independencia.
También accusó a las logias de ser detrás el asesino del almirante y masón François Darlan en 1942 por la misma razón.

### El asesinato de Gabriel García Moreno
El presidente Gabriel García Moreno en una carta escrita al papa Pío IX poco antes de su muerte en 1875, señalaba que las logias masónicas de los países vecinos conspiraban contra él.
La razón es que el presidente había ordenado que fueran prohibidas todas las sociedades secretas; razón por la cual la legión masónica de Quito fue exiliada al Perú donde se refugió con la legión masónica de Lima.

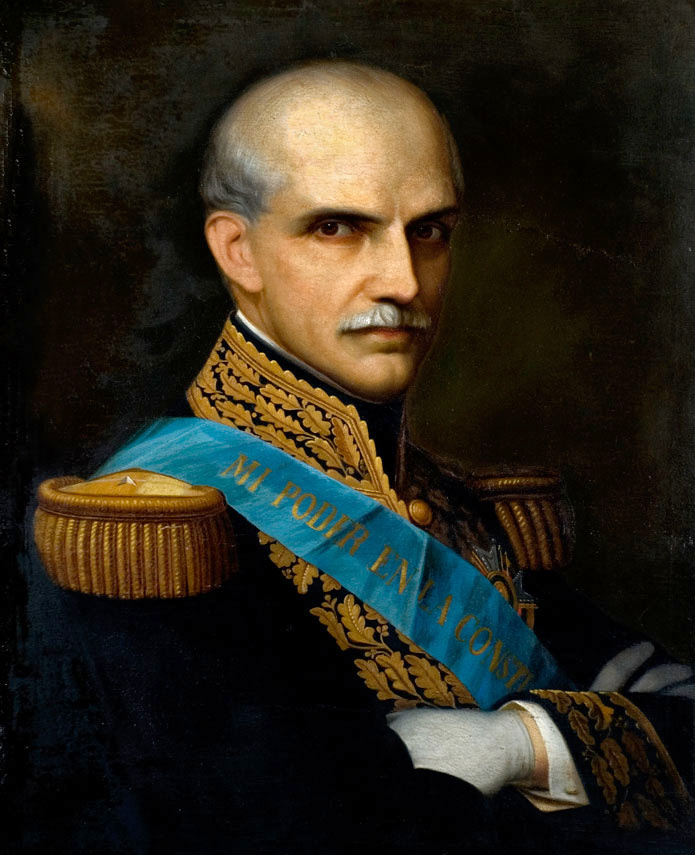
Gabriel García Moreno

### El asesinato de Gabriel Syveton

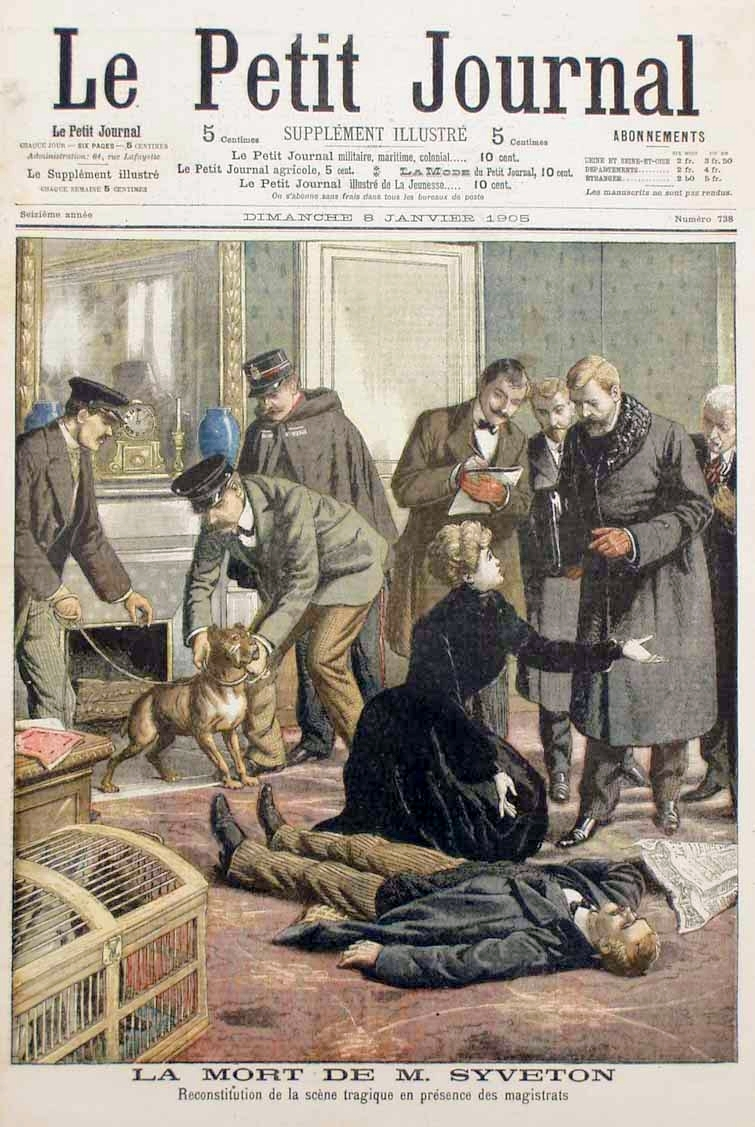
La muerte de Gabriel Syveton después del escándalo del fichero masónico (1905): ¿suicidio o asesinato?

En 1904, después del Escándalo del fichero masónico, el diputado francés Gabriel Syveton dio una bofetada al general masón y ministro de la guerra Louis André en la Asamblea Nacional de Francia. Según el escritor André Barón, su asesinato, poco después, fue probablemente cometido bajó la orden de la masonería. y ejecutado por la policía política.

### El atentado de Sarajevo
En la Revista internacional de las sociedades secretas, monseñor Ernest Jouin afirmó que en el atentado de Sarajevo, la muerte del archiduque Francisco Fernando de Austria había sido prevista con antelación por las logias masónicas. Adicionalmente, dejaba entender que Nedeljko Čabrinović, Radoslaw Casimirović y Milan Ciganović mantenían sólidos lazos con la francmasonería.
En su libro Réquiem por un imperio difunto. Historia de la destrucción de Austria-Hungría, el historiador Ferenc Fejtő revela el papel de la masonería francesa-checa en la destrucción de Austria-Hungría.

### El asesinato de José Calvo Sotelo
En 1978, el periódico español El Imparcial publicó el testimonio de un exmilitar de artillería y masón socialista, Urbano Orad de la Torre, con el título de «soberano gran inspector general de la gran logia del Gran Oriente Español y grado 33.º del Rito Escocés Antiguo y Aceptado», quien declaró haber asesinado a José Calvo Sotelo en 1936 con compañeros masones.

### La muerte de Mustafa Kemal Atatürk
Una teoría conspirativa sobre la muerte del presidente turco Mustafa Kemal Atatürk es que fue envenenado hasta la muerte por los masones debido al cierre de las logias masónicas en Turquía en 1935. En 2015, el periódico turco Yeni Şafak afirmó que su ex primer ministro İsmet İnönü fue el encargado de planear el asesinato.

### El asesinato de Juan Jesús Posadas Ocampo
El cardenal mexicano Juan Jesús Posadas Ocampo fue asesinado el 24 de mayo de 1993 en el Aeropuerto Internacional de Guadalajara. Según Carlos Salinas de Gortari, la masonería le asesino. Otras fuentes sospechan un crimen de estado, lo que respaldo el médico forense Mario Rivas Souza, quien reveló que no se le practicó la autopsia al cadáver por orden escrita de Salinas de Gortari.
Salinas de Gortari modificó la Constitución y restableció relaciones con la Santa Sede, rotas desde 1858. El Cardenal Posadas fue asesinado cuando iba al aeropuerto a recoger al Nuncio Apostólico con quien iba a celebrar por primera vez la Fiesta litúrgica de "Cristóbal Magallanes y sus compañeros mártires" beatificados seis meses antes.

### LaAlianza Anticomunista Argentina
La Triple A, dirigida por el ministro de Bienestar Social José López Rega (perteneciente a la logia Propaganda Due; al igual que el Almirante Emilio Eduardo Massera, quien sería Comandante en Jefe de la Armada Argentina entre 1973 y 1978, e integraría la Junta Militar junto a Orlando Ramón Agosti y Jorge Rafael Videla; y el General Guillermo Suárez Mason, conocido represor),  realizó asesinatos a dirigentes políticos, guerrilleros, y sociales opuestos a los gobiernos de Juan Domingo Perón e Isabel; siendo casos emblemáticos el del padre Carlos Mugica y el teórico trotskista Silvio Frondizi (hermano del expresidente Arturo Frondizi); adjudicándose un total de 783 muertes.

## Crímenes rituales masónicos

### La ejecución del rey Luis XVI

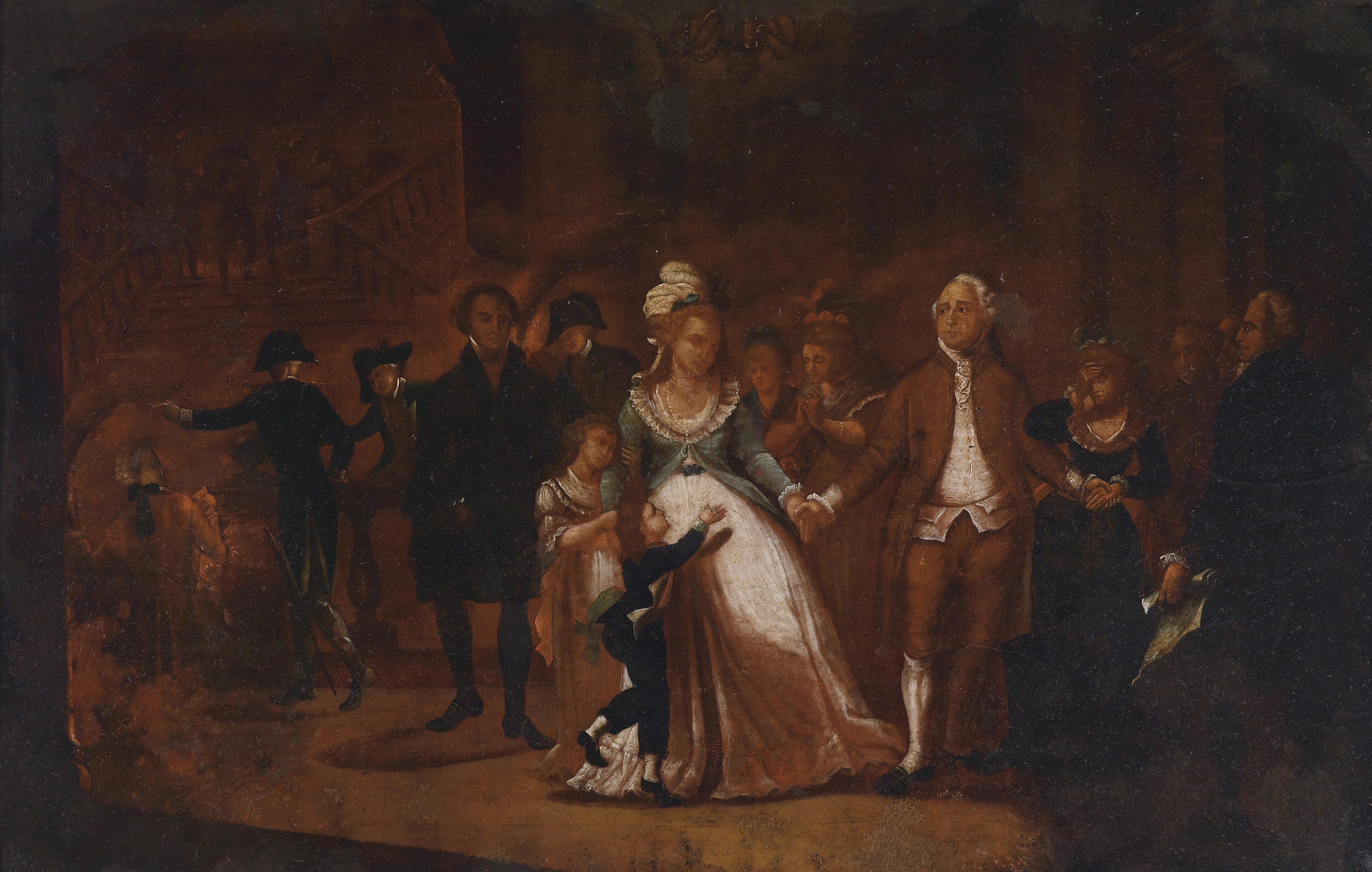
Separación de Luis XVI y Marie-Antoinette en la casa del templo.

Según Nicolás Deschamps, el rey Luis XVI fue condenado a muerte en un convento masónico antes de ser condenado por la Asamblea Nacional de Francia.
Otros autores antimasónicos han explorado esa hipótesis, por ejemplo Maurice Talmeyr.
Según el ensayista Bertrand Acquin, la ejecución de Luis XVI fue denunciada como un crimen ritual masónico de tipo propiciatorio al igual que la ejecución de María Antonieta de Austria.

### Jack el Destripador

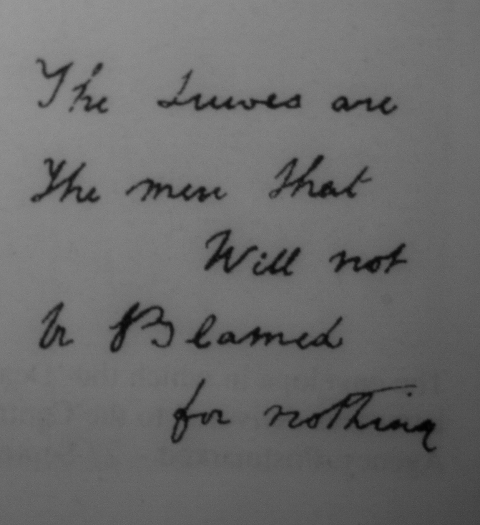
Grafiti de Goulston Street después del asesinato de Catherine Eddowes (reproducción) por Jack the Ripper

En el libro Jack el Destripador: la solución final (1976), de Stephen Knight, se menciona una hipótesis de conspiración que involucra a la masonería en los crímenes de Jack el Destripador, aunque sin mostrar evidencias.
Entre los sospechosos de haber sido el asesino londinense se encuentran varios masones.
Stephen Knight designa esos crímenes como crímenes rituales, en parte porque de Grafiti de Goulston Street después del asesinato de Catherine Eddowes: "The Juwes are the men that Will not be Blamed for nothing ", lo que se traduce como "los Juwes son los hombres que no serían culpado por nada ". Asocia la palabra "Juwes" con Jubelo, Jubela y Jubelum, los asesinos de Hiram Abif en lugar de con los judíos ("judíos"), ya que se les hizo creer a una parte de los analistas del caso.

### Caballero Kadosh

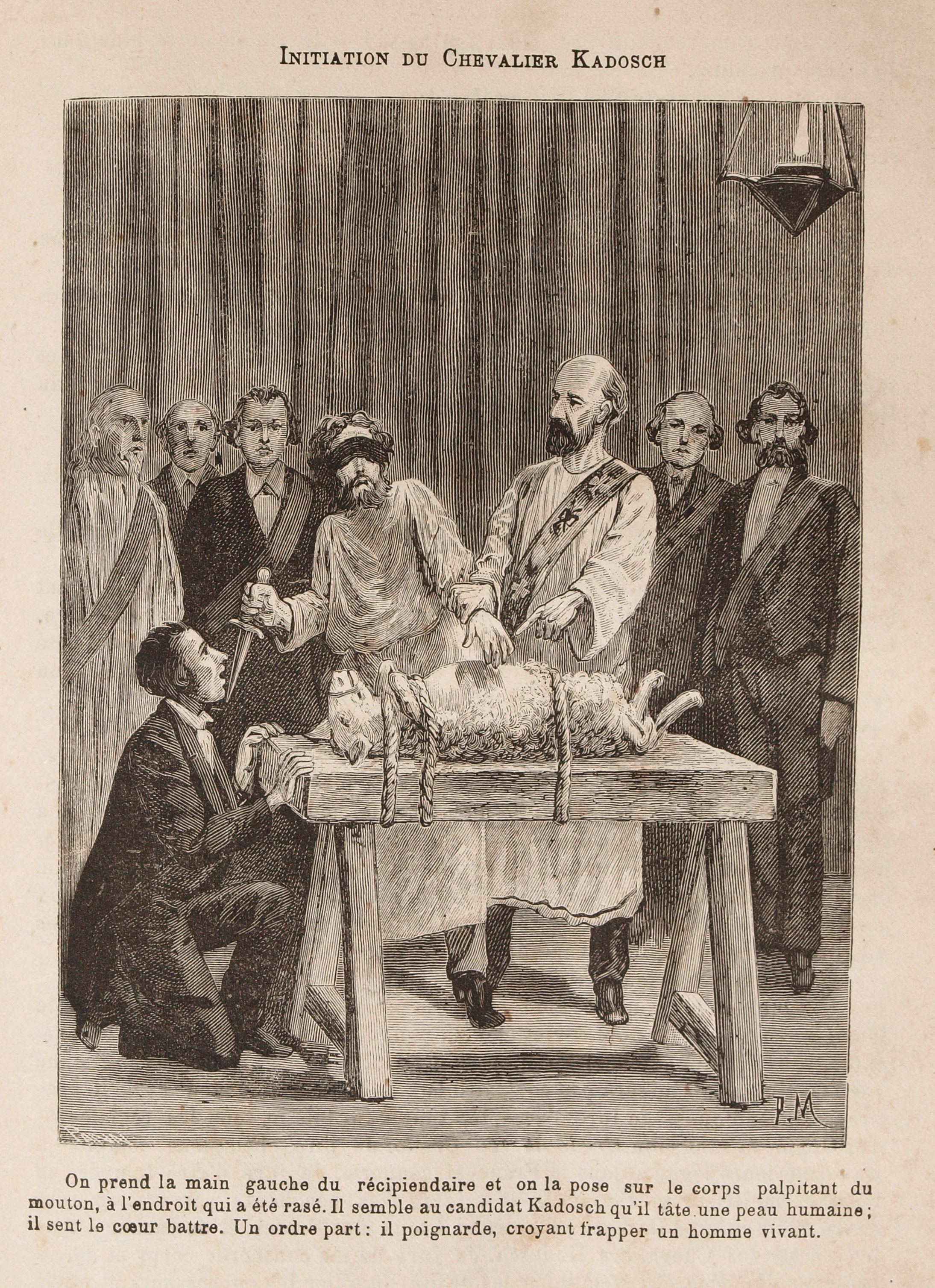
Iniciación al 30e grado de Caballero Kadosh, según Pierre Méjanel.

El grado masónico de «caballero Kadosh» es el grado 30.º del Rito Escocés Antiguo y Aceptado y era considerado como anticatólico por la edición de 1918 de la Catholic Encyclopedia que pretendía que el rito de iniciación tenía ánimo de ofender la tiara papal y también de estar relacionado con una venganza templaria que se ejercería mediante asesinato (con un aspecto ritual), y cuya graduación es preparatoria.
Esta afirmación no aparece en ninguna edición posterior de esta enciclopedia, aunque fue repetido por el Padre William Saunders en el   Arlington Catholic Herald  en 1996.
Julius Evola explica que el grado 30.º es específicamente Templario y asocia al elemento iniciático un elemento subversivo y antitradicional, que transforma el rito en contra-iniciación. Evola describe durante el rito que la persona que lo ejecuta tiene que dar una puñalada a una corona y una tiara, los símbolos del doble poder de la autoridad real y pontifical. Según Evola, este gesto expresa el sentido de los eventos que la masonería, como fuerza oculta de la subversión mundial, alentó en el mundo moderno como la revolución francesa, la declaración de Independencia de los Estados Unidos, las revoluciones de 1848, la Primera Guerra Mundial, la revolución turca y la Revolución social española de 1936.

### Harry Truman e Hiroshima y Nagasaki
El presidente de los Estados Unidos Harry S. Truman, siendo del 32.º grado del Rito Escocés Antiguo y Aceptado, fue acusado de haber cometido un crimen de guerra masónico con carácter de crimen ritual por haber dado la orden de cumplir los bombardeos atómicos sobre Hiroshima y Nagasaki, firmando su crimen en escogiendo ciudades cercanas al paralelo 33°. El número 33 hace parte de una numerología masónica común. En octubre del mismo año, fue elegido al grado 33.º.
Otras fuentes añadieron el facto que las dos ciudades era las más pobladas de cristianos de Japón siendo el cristianismo un enemigo de la masonería.
El día elegido, el 6 de agosto, es la fiesta católica de la Transfiguración de Jesús, el día en el que los católicos conmemoran la transfiguración del Señor en estos términos: "y se transfiguró delante de ellos, y resplandeció su rostro como el sol, y sus vestidos se hicieron blancos como la luz".
Así a una transfiguración divina oponían una de signo diabólico, la bomba atómica.

### El atentado contra JFK
Según James Shelby Downard y Michael A. Hoffman, autores del libro King-Kill 33º, el asesinato de John F. Kennedy revela simbolismo masónico.

### Asesinato de Roberto Calvi

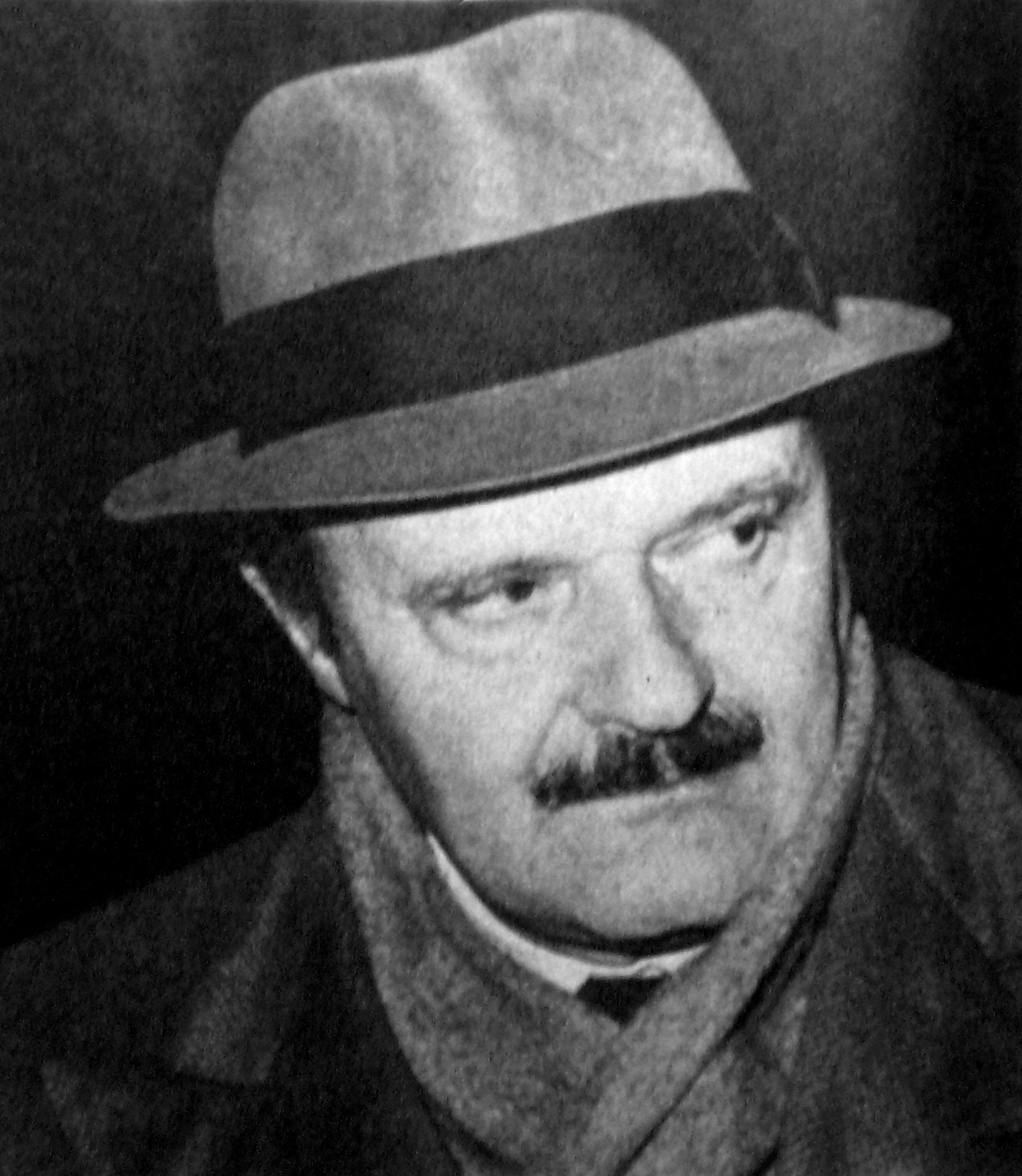
El banquero Roberto Calvi, miembro de la Logia Masónica P-2, encontrado ahorcado debajo de un puente de Londres.

La muerte del banquero Roberto Calvi, miembro de la Logia Masónica P-2, se consideró asesinato ritual masónico. Los defensores de esta teoría argumentan como evidencia:
- colgando de un cordón de nailon, material que se usaría para conducir al nuevo iniciado alrededor de la cabaña durante las iniciaciones en azul grados masónicos;
- el cuerpo se encuentra debajo del Puente Blackfriars, mientras que los miembros de la logia P2 (Propaganda Due) fueron llamados "hermanos negros" ("frailes negros" en inglés);
- Los ladrillos encontrados en los bolsillos del banquero recuerdan el trabajo de albañilería y los oficios de masonería, masón y albañil tienen el mismo significado en varios idiomas.

Estos índices, según algunos autores, firmarían un acuerdo de cuenta masónica··.

### Los atentados del 11 de septiembre de 2001
Según Richard Hoagland, los atentados del 11 de septiembre de 2001 fueron planificados por astrólogos masones con consideraciones numerológicas masónicas.

## ¿Calles y monumentos masónicos discretos o secretos?

### Obeliscos egipcios masónicos
Albert Pike señala que los obeliscos representan el pene del dios egipcio Osiris, presente en la mística masónica.

### Barcelona
En una revista española se señala que el pez dorado de Frank Gehry en el Puerto Olímpico de Barcelona forma parte de una simbología hermética, situado justo donde termina la zona Piscis de la ciudad y empieza la de Acuario. Al tener la cola cortada y carecer de cabeza, simbolizaría lo atemporal, el tiempo sin principio ni final. Se plantea que las logias masónicas de Barcelona podrían estar detrás de la construcción del Puerto Olímpico.

### Quito
En la terraza de la Asamblea nacional del Ecuador en Quito , se halla una sala con un símbolo redondo en su pared , seis columnas y un podio en la mitad.Las autoridades ecuatorianas no han dado explicaciones del uso de la sala.
La sede de La UNASUR tiene muchos símbolos masónicos.

### La capilla de Mosén Rubí
Desde el siglo XIX, varios autores ―entre ellos algunos estudiosos y miembros de la masonería― han asegurado que la capilla de Mosén Rubí en Ávila, donde está expuesto el Santísimo Cristo de las Batallas, es un recinto plagado de referencias esotéricas vinculadas a una logia masónica, a la que habría pertenecido Diego de Bracamonte. La importancia de esta afirmación reside en que, de ser cierta, demostraría la presencia de masones operativos en España en el siglo XVI, dos siglos antes del surgimiento de la llamada masonería especulativa en Inglaterra.

### Bruselas
Los libros de Paul de Saint-Hilaire y de Adolphe Cordier señalan un carácter urbanístico masónico en varios lugares de la ciudad belga de Bruselas, lo que criticó Jean van Win, autor belga sobre la masonería.

### El aeropuerto de Denver
El Aeropuerto Internacional de Denver ha sido señalado por sus símbolos masónicos y gárgolas por varios conspiracionistas, después de la publicación del libro de Alex Christopher sobre el tema.

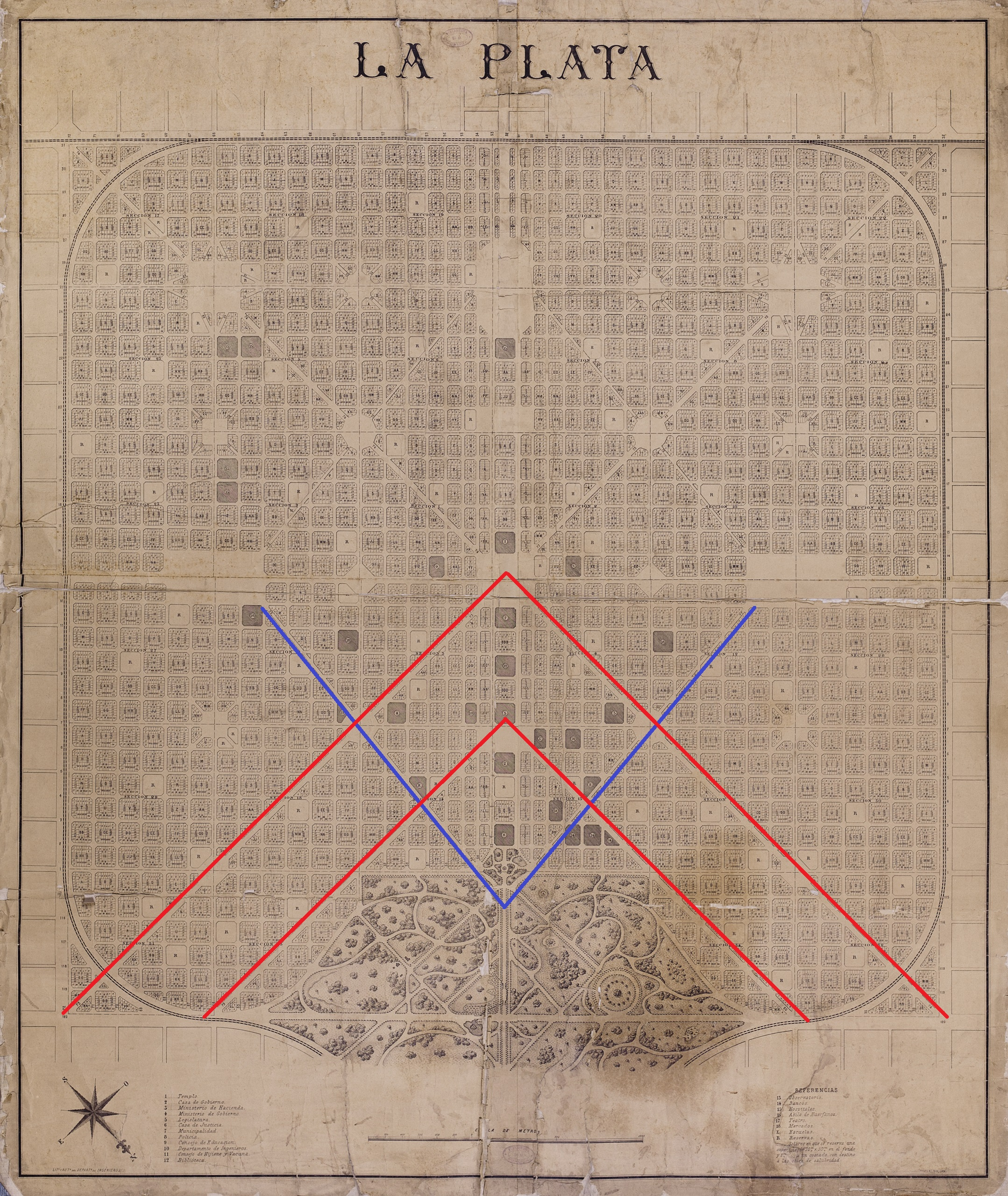
En el trazado urbano de La Plata se ve una escuadra (formada por diagonales 73, 74, 79 y 80) y un compás (formado por diagonales 77 y 78).

### La Plata
La ciudad de La Plata, capital de la provincia de Buenos Aires en Argentina, es abiertamente masona, tanto por sus fundadores y planificadores, el gobernador Dardo Rocha y el arquitecto Pedro Benoit, como por la infinidad de simbología perteneciente a la logia, incluyendo casas, escuelas, plazas, parques; incluso observando el plano se ve cómo las diagonales 73 y 74 junto con las diagonales 79 y 80 forman una escuadra, y las diagonales 77 y 78 junto con la plaza Rivadavia forman un compás, ambos superpuestos conforman el famoso símbolo de la masonería. Los habitantes de la ciudad, a pesar de que la mayoría no posee el menor contacto con la masonería, es consciente de ella y en muchos casos siente representada a la ciudad con la logia.

### París
Dominique Setzepfandt ha señalado en sus libros varios monumentos de inspiración masónica y de imitación de la arquitectura religiosa usando geometría sacra en la ciudad de París, como la pirámide del Museo del Louvre.

### Piriápolis
La ciudad uruguaya de Piriápolis ―originariamente Heliópolis―, fundada por Francisco Piria en la costa del Río de la Plata, ha sido señalada por sus simbología masónica y alquimista.

### Sandusky (Ohio)

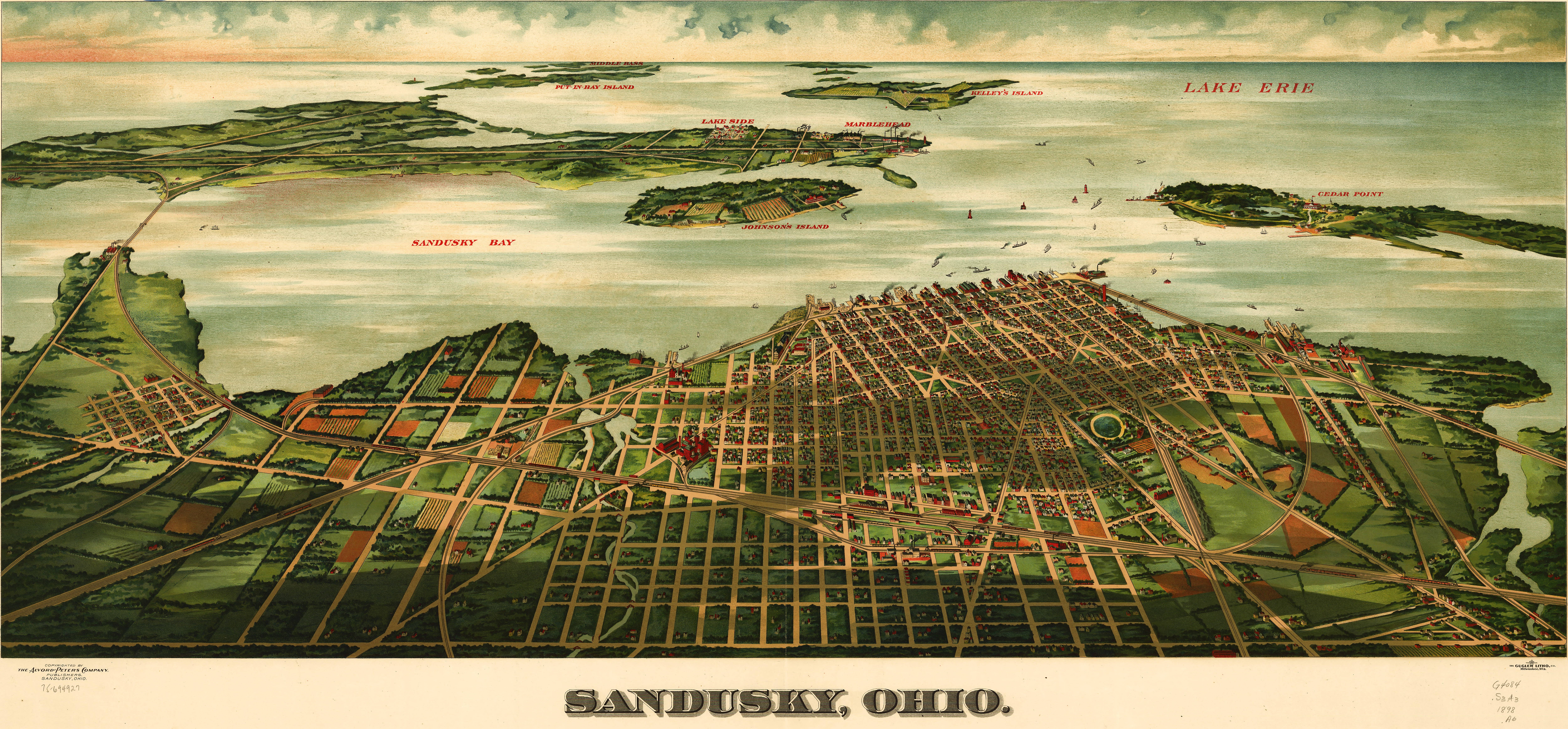
Mapa de Sandusky (Ohio) en 1898

La ciudad de Sandusky, en el estado de Ohio tiene calles en forma de escuadra y compás, relacionados con la masonería

### Washington D.C.

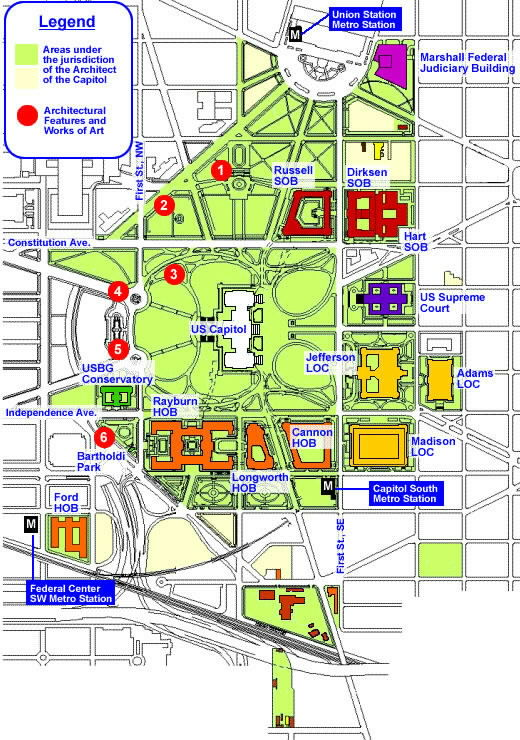
Mapa del complejo de los terrenos del Capitolio, con el búho encima de la pirámide formada por las calles alrededor del Capitolio.

Vistas del cielo, algunas calles de Washington D. C. dibujan un pentagrama invertido junto a la Casa Blanca y una pirámide con un búho encima del Capitolio de los Estados Unidos, lo que resultó en varias teorías acusando a los masones y relacionándoles con el satanismo.
Según algunos autores, existió un enlace entre la masonería y el urbanismo simbólico de la ciudad.

## ¿Simbología o numerología masónica discreta o secreta?

La bandera de las Naciones Unidas con 33 segmentos (que es el número de los grados en el Rito Escocés Antiguo y Aceptado).

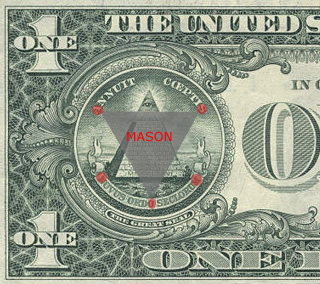
Según los conspiracionistas, el billete de un dólar estadounidense es rico en alusiones masónicas. Aquí el nombre "masón" sería voluntariamente escondido.

Varios autores ―por ejemplo David Icke― señalan empresas que utilizan una simbología o numerología masónica discreta o secreta en sus logotipos. La bandera de las Naciones Unidas ha sido señalada con 33 segmentos, el número de los grados en el Rito Escocés Antiguo y Aceptado.
Según Richard Hoagland, los atentados del 11 de septiembre de 2001 son parte de una conspiración de astrólogos masones.
François-Xavier Verschave indicó que las fechas y los aniversarios tenían una importancia cuasi fetichista en el mundo de los iniciados a la masonería.

## La masonería y el nuevo orden mundial
A principios del siglo XX, Émile Flourens (ministro de Asuntos Exteriores de Francia) denunció las premisas de la creación de la Sociedad de Naciones (antecesor de las Naciones Unidas) en un libro, señalando las influencias masónicas para crear un gobierno mundial.
Gary H. Kah considera que los masones son la fuerza detrás de la agenda por un gobierno mundial único, el Nuevo Orden Mundial.

## Teorías de conspiraciones masónicas en la cultura popular
- La película National Treasure.
- La novela de Matthew Reilly Seven ancient wonders.
- La canción de Marilyn Manson «King kill 33º», del álbum Holy Wood (In the Shadow of the Valley of Death) es una referencia al libro conspiracionista antimasónico de James Shelby Downard y Michael A. Hoffman King-Kill 33º. * Farabato, el mago, de Franz Bardon, es una novela esotérica que denuncia algunas logias masónicas por su práctica del asesinato ritual y del satanismo.
- El libro The lost symbol, de Dan Brown, publicado en 2009, basa su relato en supuestos secretos masónicos ocultos en la ciudad de Washington DC.
- El libro El cementerio de Praga, de Umberto Eco.